# Джейхан
Джейха́н (тур. Ceyhan) — місто і район в провінції Адана в Туреччині з населенням 180 тисяч жителів (дані на 2000 рік). Головне економічне значення міста випливає із його функції як кінцевого пункту двох нафтопроводів і із існуючого в ньому нафтоналивного порту. Старіший нафтопровід доставляє нафту з північного Іраку. Новий нафтопровід Баку — Тбілісі — Джейхан доставляє з 25 травня 2005 каспійську нафту із Азербайджану.

## Історія
Люди жили в цих місцях із давніх часів. Місто входило у склад різних держав; в результаті воно потрапило у склад Османської імперії.